# Randa (Schauspielerin)
Randa (geb. am 13. Februar 1943 als Laurice Mezher, gest. am 25. März 1989) war eine in den 1960er-Jahren aktive libanesische Schauspielerin und Sängerin.

## Karriere
Unter dem Künstlernamen Randa trat Laurice Mezher Mitte der 1960er-Jahre als Schauspielerin und Sängerin im Libanon in Erscheinung und spielte in mehreren Filmen, ehe sie sich Anfang der 1970er-Jahre plötzlich gänzlich aus dem Showgeschäft zurückzog.

## Wissenswertes
1968 erschien sie auf dem Cover der 674. Ausgabe der libanesischen Kunstzeitschrift al-Schabaka. Die Zeitschrift war bekannt für ihre freizügige Darstellung von Frauen, weshalb sie im eher konservativen Nahen Osten auch als „arabische Alternative zum Playboy“ galt. Auf dem Cover zeigte sich Randa mit entblößtem Oberkörper unter einer Dusche mit vor die Brust geschlagenen Händen. Der säkulare ägyptische Präsident Gamal Abd al-Nasser empfand das Cover als so anstößig, dass er sich bei den Verantwortlichen der al-Schabaka beschwerte.

## Filmographie (Auswahl)
- 1964: Alassal Wa Almurr
- 1966: Al dalou'a
- 1966: Al Rahina
- 1968: Afrah
- 1968: Toufan bar faraz-e Petra
- 1968: Khata-karan
- 1968: Al-Taread
- 1969: The Devil’s Whisper (Hamset al-shaytan)